# 箱崎宮前站

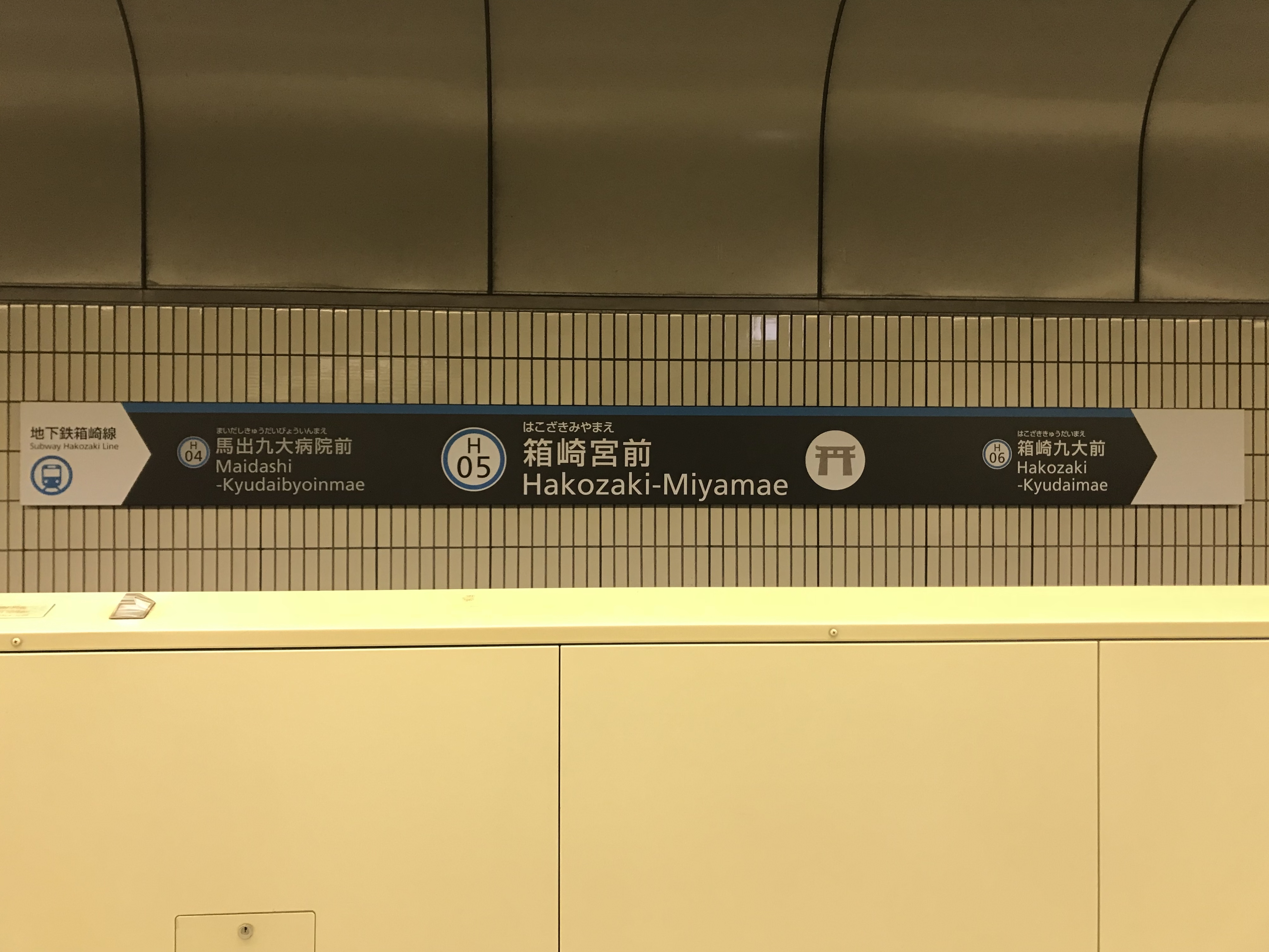
站名牌。描繪了筥崎宮的大鳥居

箱崎宮前站（日语：／ Hakozaki-Miyamae eki */?）是一個位於日本福岡縣福岡市東區馬出四丁目，屬於福岡市地下鐵箱崎線的鐵路車站。車站編號是H05。

## 歷史
- 1986年（昭和61年）1月31日 - 市營地下鐵的箱崎宮前站開業[1]。舊站向東移動約200公尺。

## 車站構造
地下2層島式月台1面2線的地底車站。

### 月台配置
| 月台 | 路線   | 目的地                         | 備註                             |
| ---- | ------ | ------------------------------ | -------------------------------- |
| 1    | 箱崎線 | 貝塚方向                       |                                  |
| 2    | 箱崎線 | 中洲川端、天神、西新、姪濱方向 | 博多、福岡機場方向可轉乘中洲川端 |

## 利用狀況
2016年（平成28年）度的1日平均上車人次為4,111人。
近年的1日平均上車人次推移如下表。
| 年度               | 1日平均 上車人次 |
| ------------------ | ---------------- |
| 2001年（平成13年） | 2,644            |
| 2002年（平成14年） | 2,663            |
| 2003年（平成15年） | 2,608            |
| 2004年（平成16年） | 2,669            |
| 2005年（平成17年） | 2,534            |
| 2006年（平成18年） | 2,567            |
| 2007年（平成19年） | 2,870            |
| 2008年（平成20年） | 3,049            |
| 2009年（平成21年） | 2,941            |
| 2010年（平成22年） | 3,036            |
| 2011年（平成23年） | 3,382            |
| 2012年（平成24年） | 3,323            |
| 2013年（平成25年） | 3,580            |
| 2014年（平成26年） | 3,920            |
| 2015年（平成27年） | 3,807            |
| 2016年（平成28年） | 4,111            |

## 西鐵宮地岳線 箱崎濱站
月台是對向式2面2線。

## 相鄰車站
福岡市交通局（福岡市地下鐵）
 箱崎線
馬出九大醫院前（H04）－箱崎宮前（H05）－箱崎九大前（H06）

### 曾經存在的路線
西日本鐵道
宮地岳線（通稱：貝塚線）
濱松町－箱崎濱－網屋立筋

## 外部連結
- 福岡市地下鐵 箱崎宮前站 （页面存档备份，存于）（日語）